# IC 2000
IC 2000 ist eine 12,4 mag helle Balken-Spiralgalaxie vom Hubble-Typ SBc im Sternbild Pendeluhr am Südsternhimmel. Sie ist schätzungsweise 37 Millionen Lichtjahre von der Milchstraße entfernt und hat einen Durchmesser von etwa 60.000 Lichtjahren. Gemeinsam mit fünf weiteren Galaxien ist sie Mitglied der NGC 1493-Gruppe (LGG 106). 	
Im selben Himmelsareal befindet sich u. a. die Galaxie IC 2004.
Das Objekt wurde am 6. Dezember 1899 vom US-amerikanischen Astronomen DeLisle Stewart entdeckt.